# Фредерік Лейтон
Фредерік Лейтон, 1-й барон Лейтон (англ. Frederic Leighton, 1st Baron Leighton; 3 грудня 1830 — 25 січня 1896) — представник салонного мистецтва в Англії, президент Королівської академії мистецтв. Маляр і скульптор.

## Життєпис. Ранні роки
Лейтон народився в забезпеченій родині бізнесмена. Родина спромоглася сплатити йому навчання в університетській школі Лондона, а потім подорож до Італії. У віці 24 років його можна було зустріти у Флоренції, де Фредерік навчався в Академії красних мистецтв.
У 1855 — 1856 роках він живе і працює в Парижі. Серед паризьких знайомих Лейтона — художники Делакруа, Енгр, Франсуа Мілле, Каміль Коро.
У 1860 році він повернувся в Лондон, де співпрацював з прерафаелітами. З 1864 року він в Королівській Академії мистецтв, де займався скульптурою і живописом. Віртуоз живописець отримав визнання і став президентом Академії. На нього звернув увагу і королівський двір. За досягнення в мистецтві йому дарували титул барона. Виснажлива пряця і задоволення підірвали здоров'я митця і він захворів стенокардією. Міцний напад стенокардії і привів Лейтона до смерті.
Будинок художника в Лондоні перетворено на музей Фредеріка Лейтона.

## Салонне мистецтво

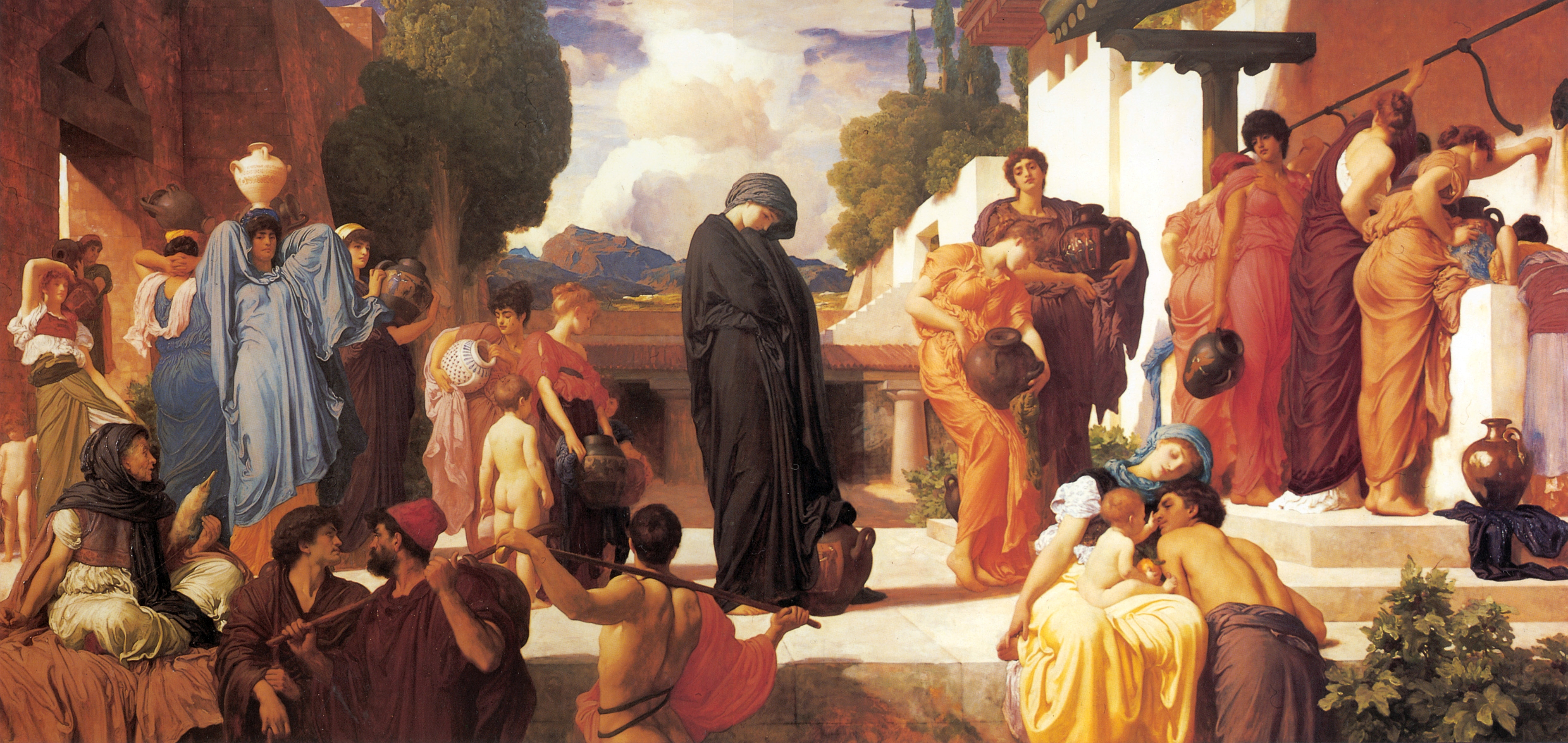
Ф.Лейтон. Андромаха в полоні. Манчестер, музей

Видатний представник академізму, Фредерік Лейтон був по справжньому «салонним митцем».
Митці цього напряму прагнули до зображення ідеальних естетичних форм, фотографічної техніки малюнку чи скульптури, біблійних та античних сюжетів, які диктували академії, авторитетні мистецькі журнали, тощо. Головними поціновувачами «салонного мистецтва», були заможні міщани та аристократія. На полотнах відсутні теми проблем XIX ст., або реалістичне відтворення життя.
Виникає конфлікт, між митцями напрямків реалістичного живопису, імпресіонізму та академістами й критиками. Перші, вважали, що головною метою образотворчого мистецтва, є висвітлення дійсності, критика влади, висвітлення соціальних проблем, потреб селянства та пролетаріату, просвітлення народу, тощо. Сюжетом картини міг стати бідний селянин, або побут міського життя. Друга група вважала, що поклик мистецтва у відтворенні й насолоді ідеальних людських форм, ярких фарбах, висвітленні античних та біблійних сюжетів, насолода життям, тощо. Сюжетом картини міг стати, наприклад, бенкет римського імператора, що засипав своїх гостей пелюстками троянд.
Як результат, велика критика полилася на представників реалізму та імпресіонізму. У більшості журнальних виданнях твори та митці висміюються, ба інколи переходили на особисті образи. Через це твори цих художників були малопопулярними серед заможних покупців. Академії та салони забороняли виставляти цих митців, тому вони почали об'єднуватися й робити свої виставки, куди люди часто приходили, щоб висміяти їх твори, адже вони порушували тогочасні «ідеали живопису». Проте деякі, змінювали свої погляди на них, після побачених картин.
Головними представниками реалістичного мистецтва були Кете Кольвіц, Франсуа Мілле, Едуарда Мане, Дега, Ван Гог, Курбе, (передвижники в Російській імперії), художники Барбізонської школи, тощо.
Головними «салонними митцями» XIX ст. у Франції були Олександр Кабанель, Жан Леон Жером, Поль Лєруа, Герен, Гюстав Моро та інші. В Іспанії — Ульпіано Чека, тощо. В Німеччині — Макс Клінгер, в Польщі — Павло Мерварт, в Російській імперії — Генрік Семірадський та, частково, Костянтин Маковський.

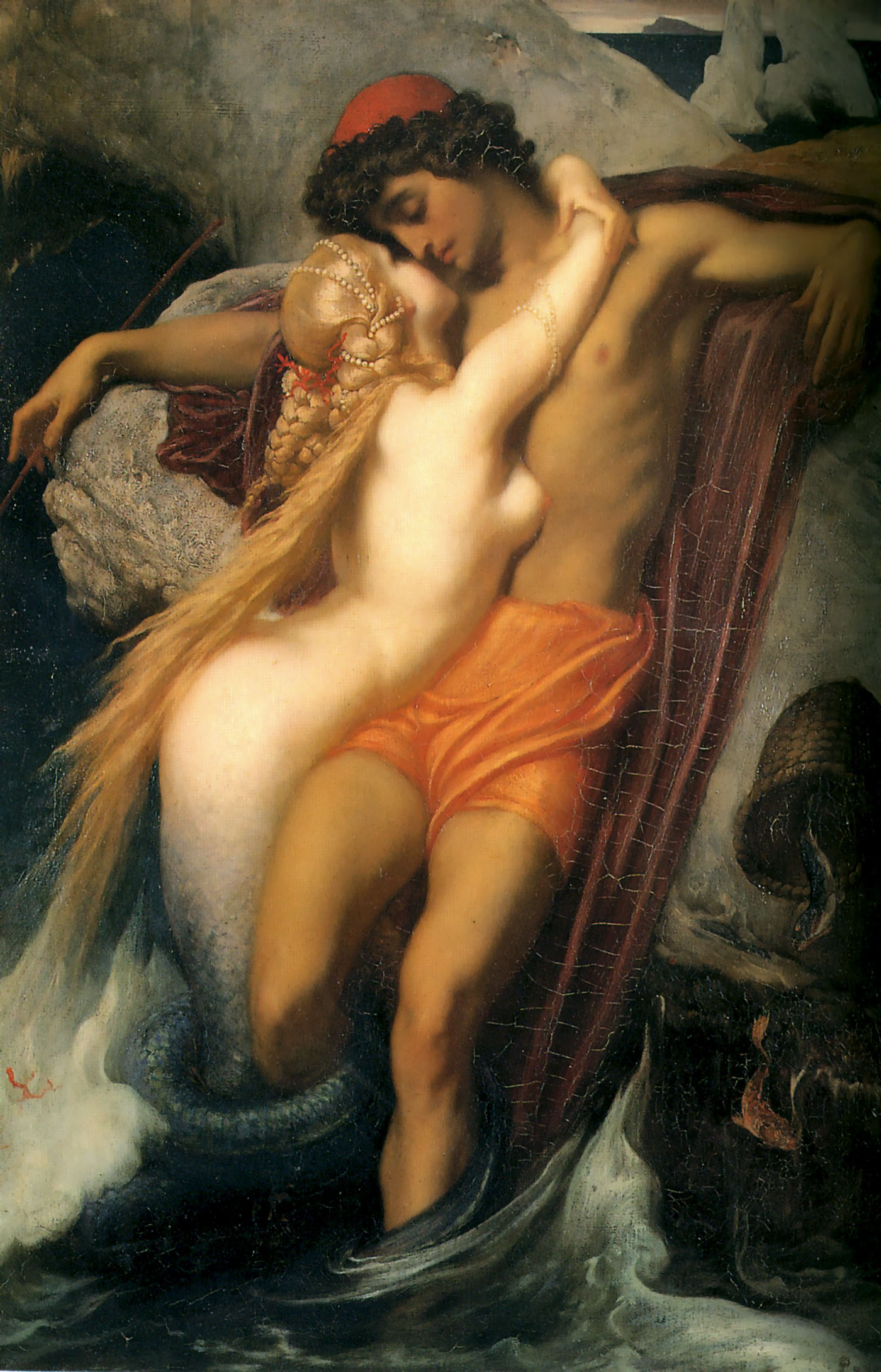
Ф. Лейтон. Моряк гине в обіймах Сирени.
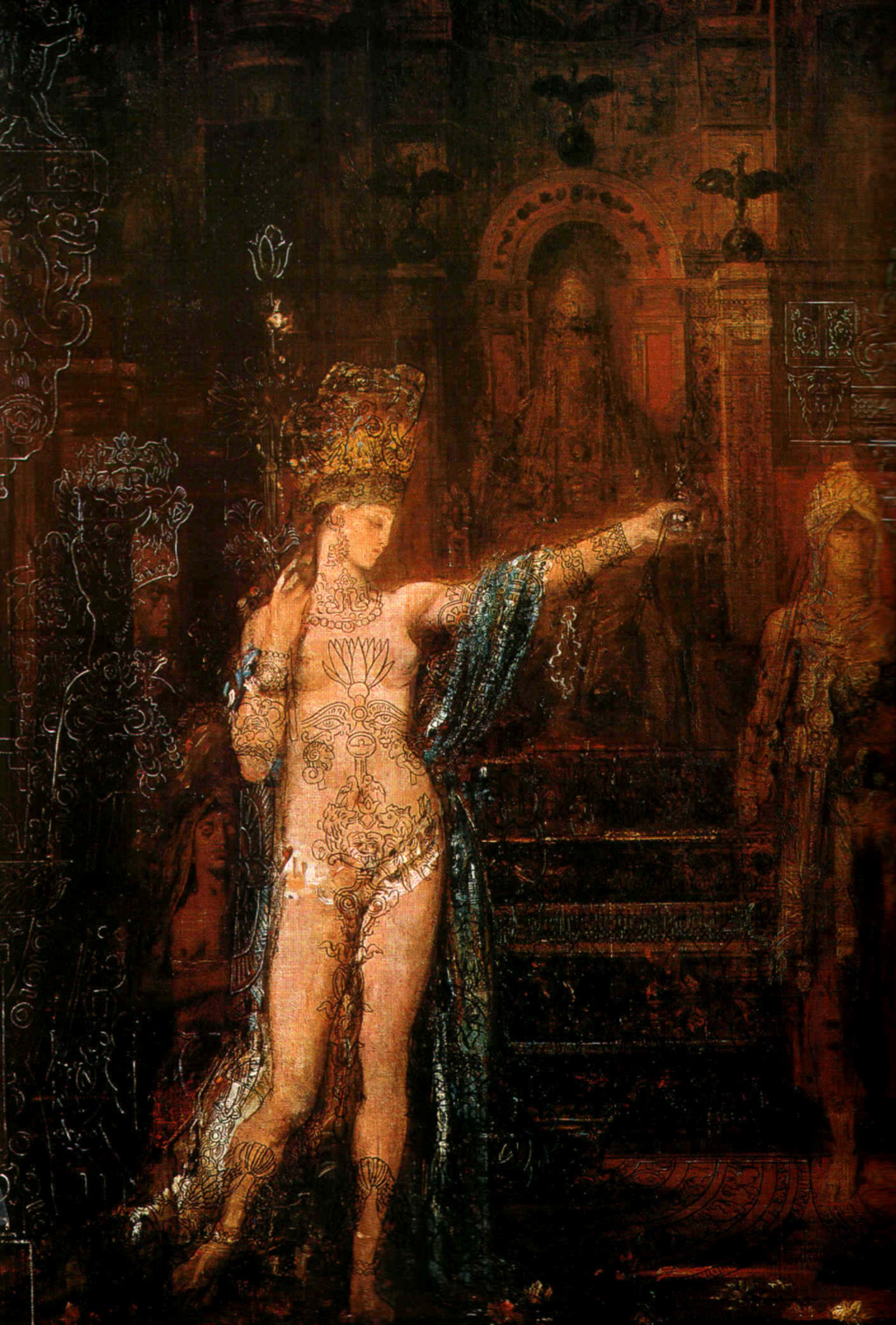
Гюстав Моро. Саломея танцює перед царем Іродом, 1876 р.
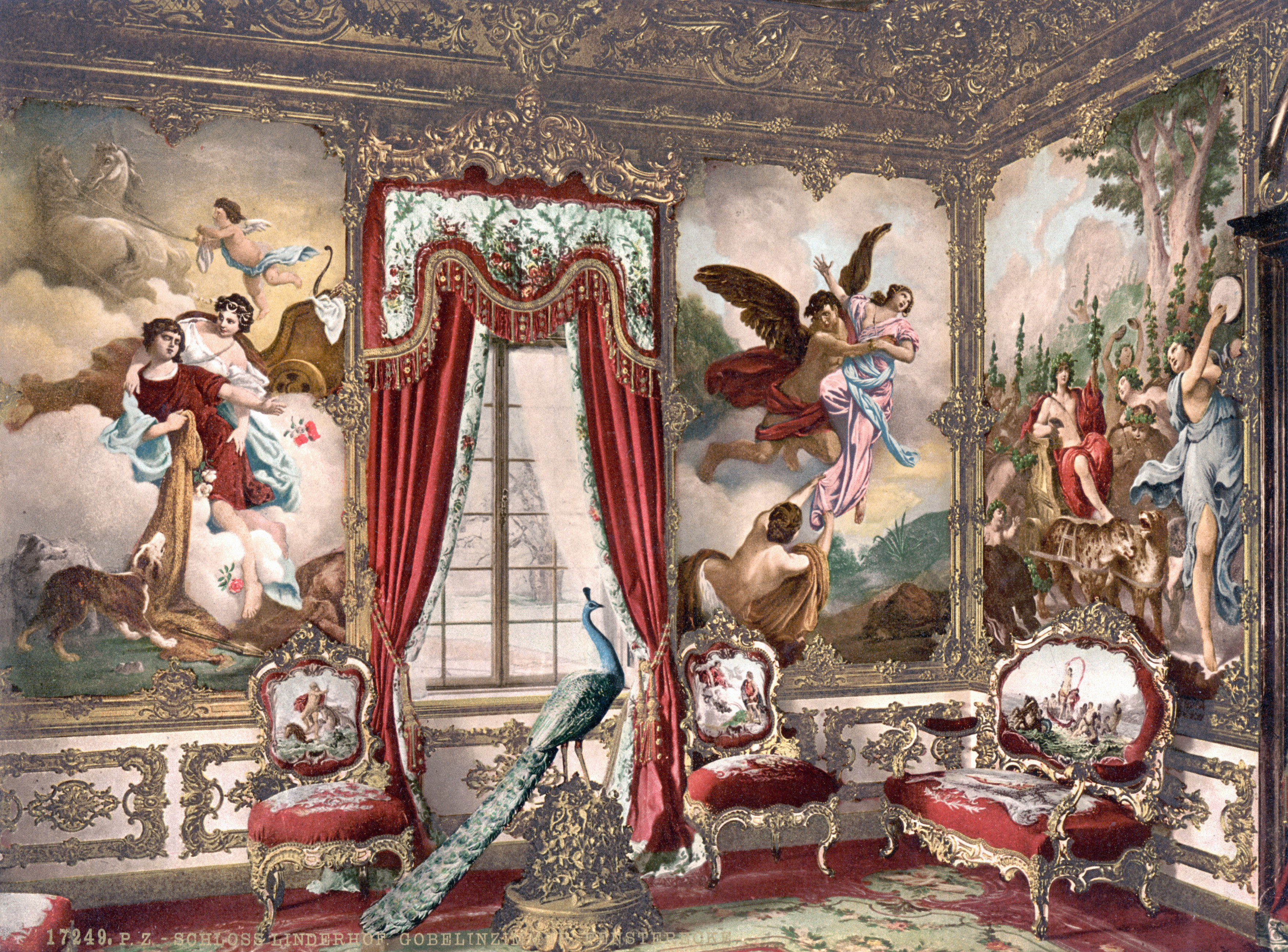
Типовий інтер'єр 19 ст.
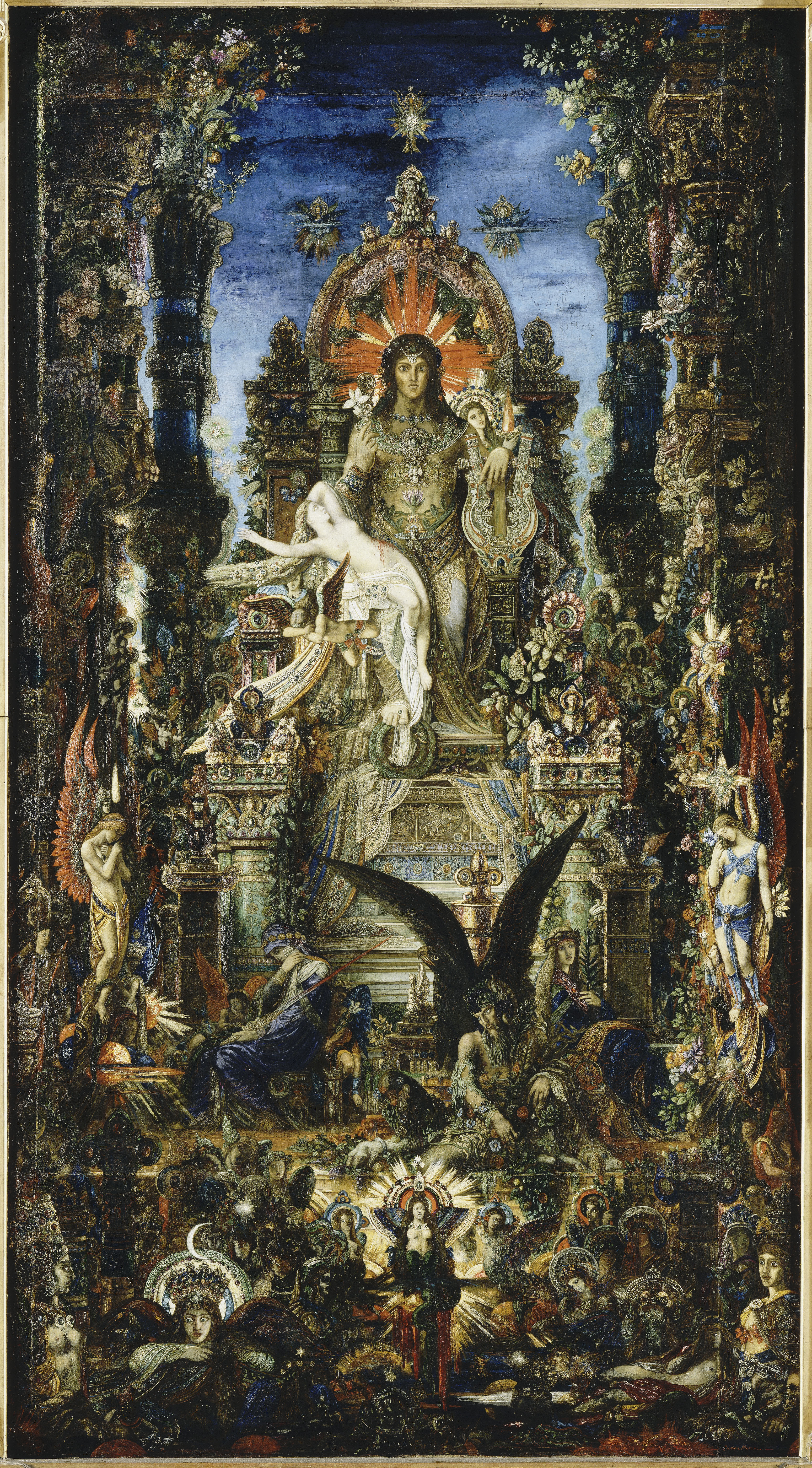
Гюстав Моро. Юпітер на троні і Семела

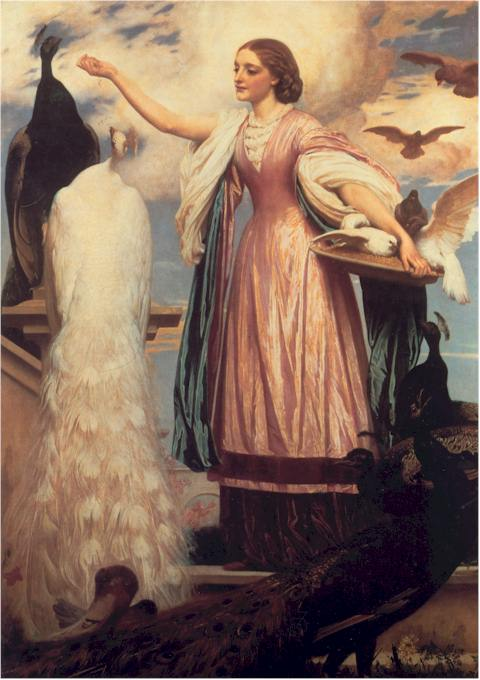
Дівчина годує павичів, один з яких альбінос.
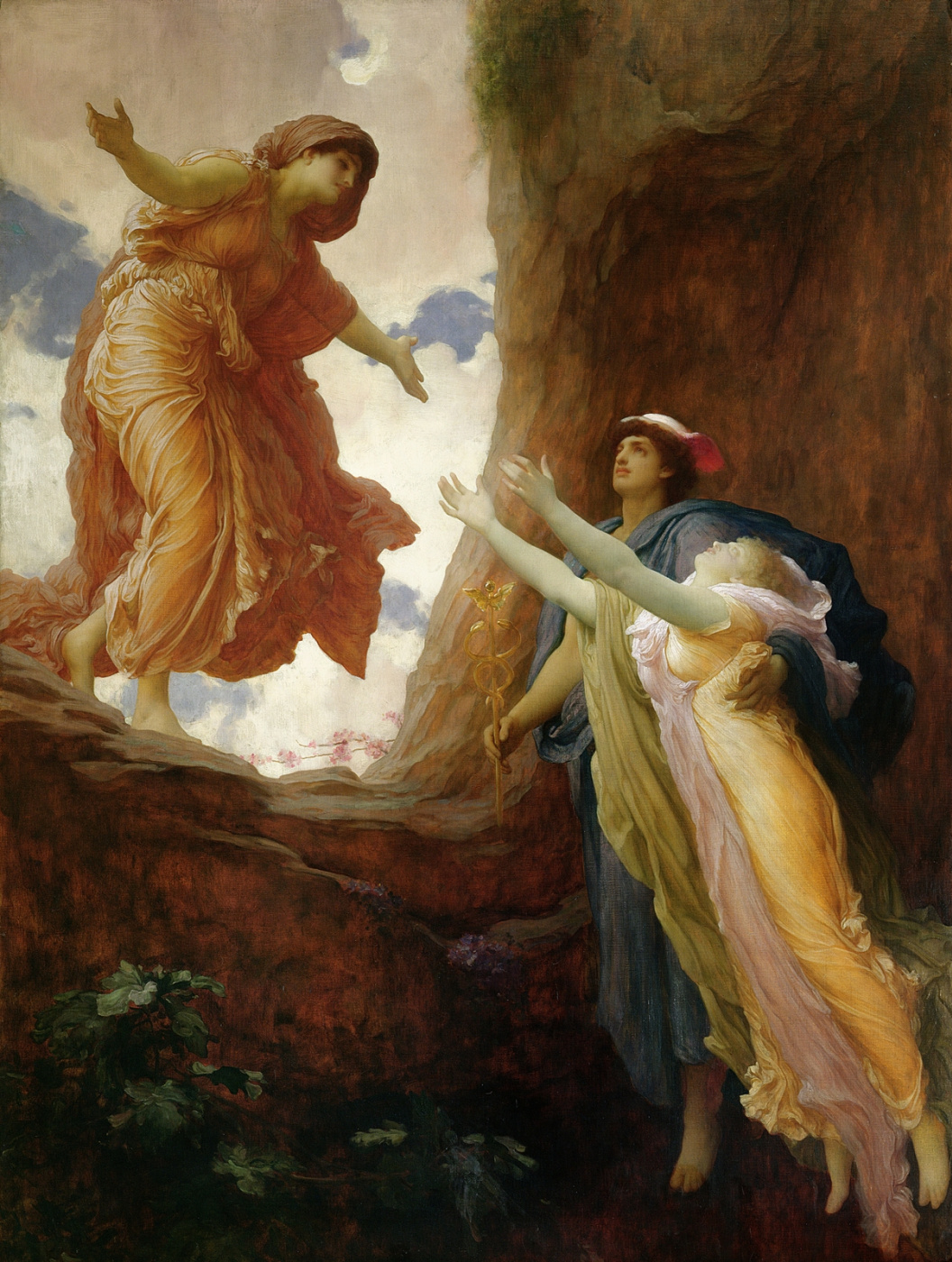
Меркурій повертає Персефону, 1891 р.
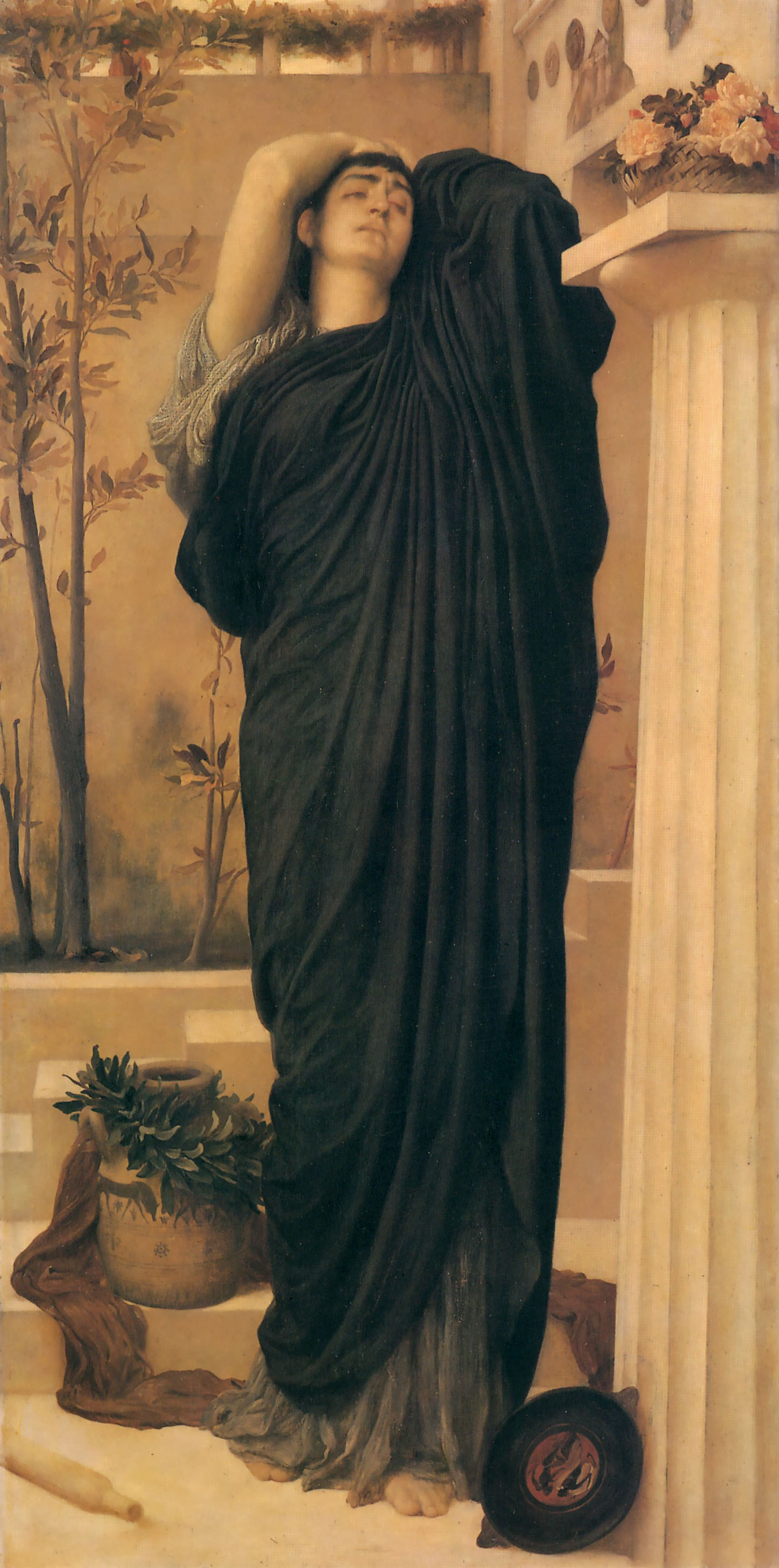
Електра біля могили Агамемнона, 1869 р.
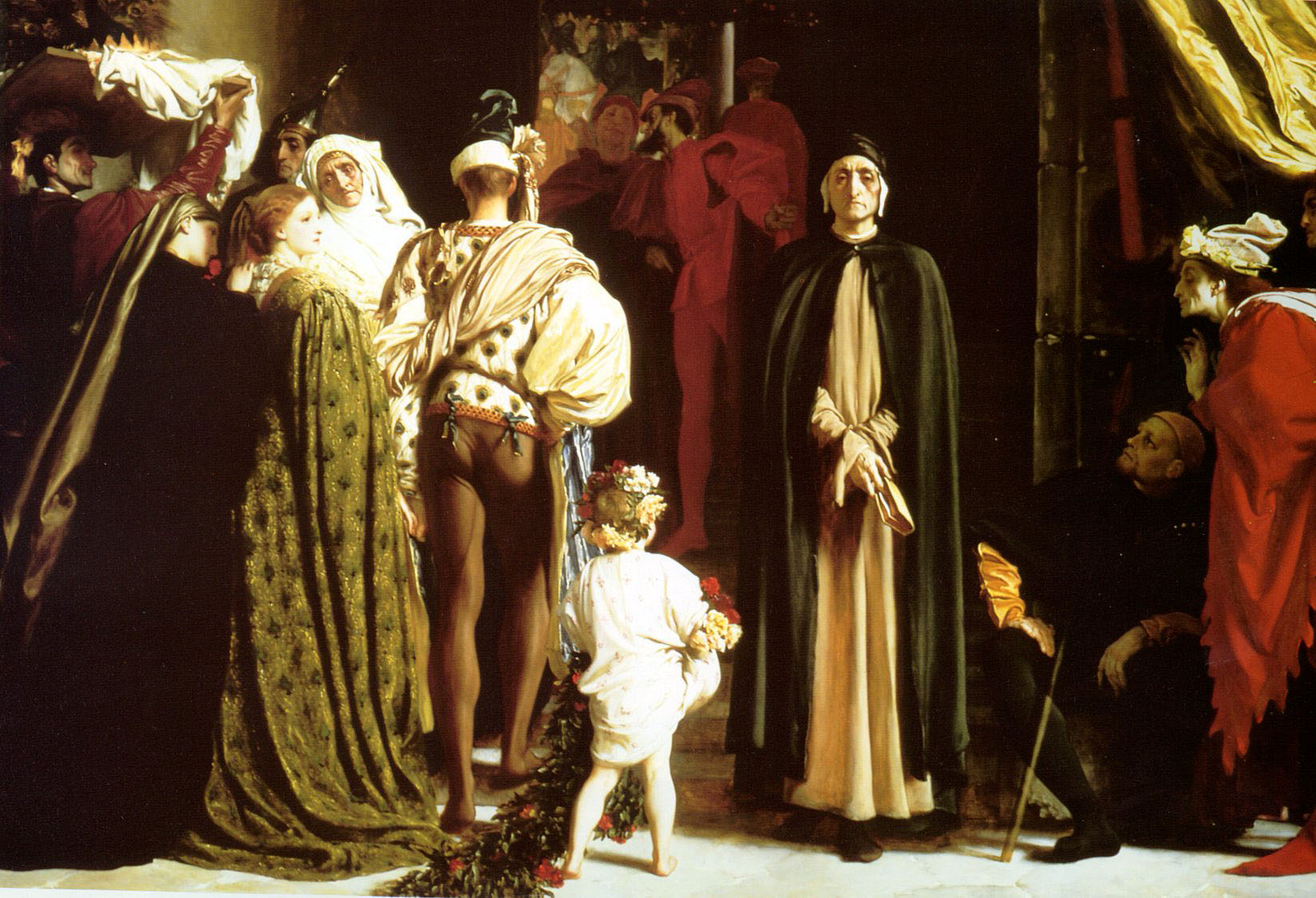
Данте, 1864 р.

## Живописець-віртуоз

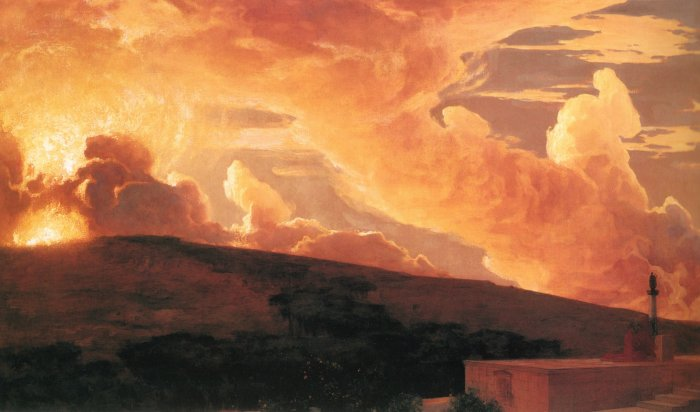
Пейзаж, 1892 р. Музей Фіцвільям

Можна закидати Лейтону за пристрасть до міфічних героїв, за ігнорування реальності, за відсутність прив'язки до проблем 19 століття. Він наче весь час перебував в штучному світі Стародавньої Греції, який старанно оживляв на своїх картинах. Але йому неможливо відмовити в віртуозному володінні ремеслом, в колоризмі.
Інколи він малював пейзажі, позбавлені грецьких героїв. Тоді головними героями картини ставали сонце, купа хмар на небі, феєрія передвечірнього світла. Саме в цих творах найбільше виявлявся колористичний хист майстра, рідкісний серед
художників.

## Палаючий червень

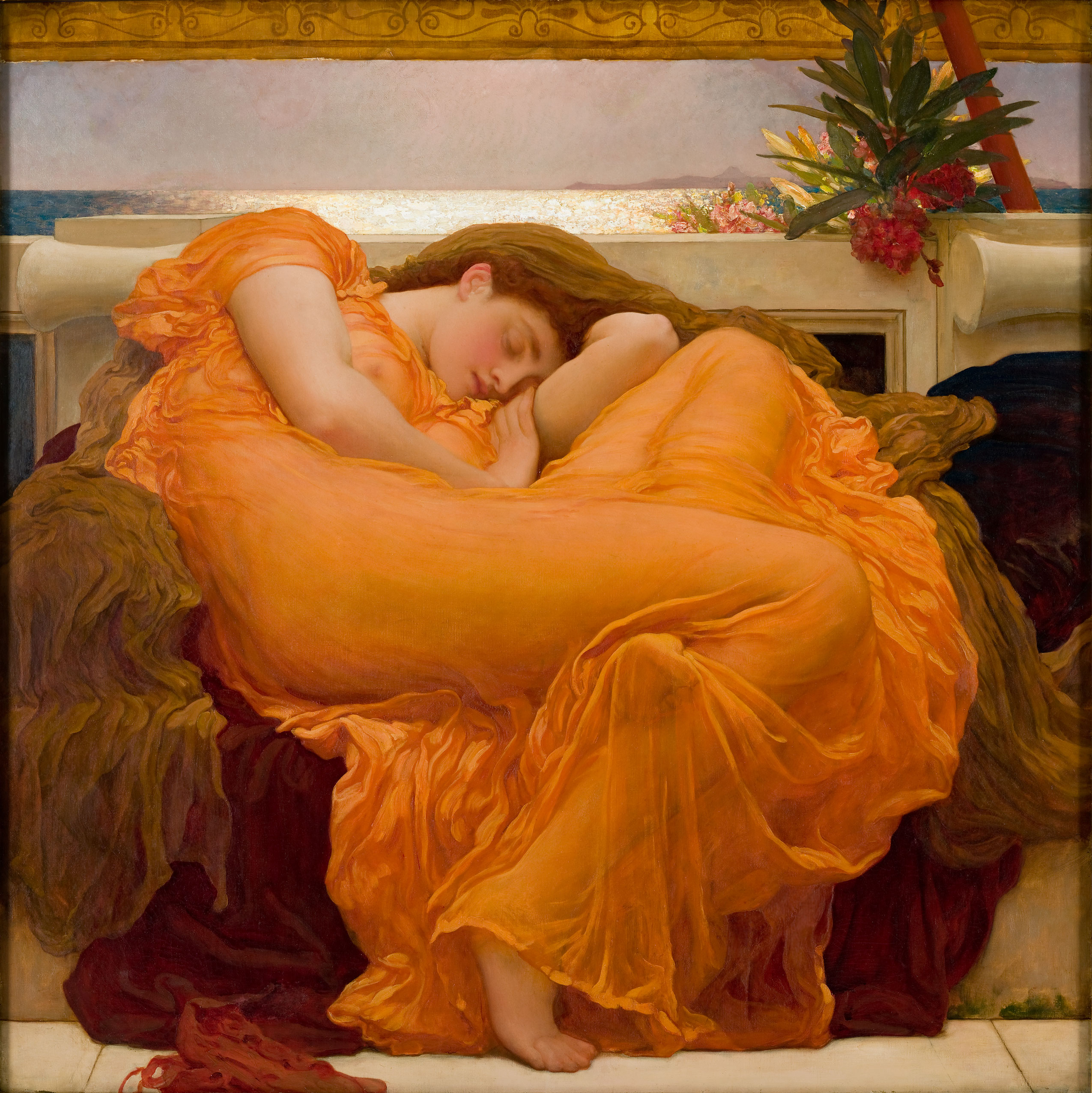
Ф. Лейтон. Палаючий червень, музей в місті Понсе, Пуерто-Рико

Особливо вдалими були картини Лейтона без відомого сюжету. Їх приємно розглядати, милуючись добрим відтворенням тропічних рослин, мармуру, тонких і ламких тканин. Лейтон уславився якраз віртуозним відтворенням тонких тканин, даючи безкінечні варіації в межах одного колориту. Буденний і трохи нудний портрет маркізи Бровнлоу дивує пошуками в переходах однієї білої фарби.
Цих недоліків повністю позбавлене полотно з незвичною назвою «Палаючий червень». Зовнішньо це дівчина зі Стародавньої Греції, яку так несамовито полюбляв Лейтон. Але сюжету нема. Просто дівчина заснула. І головним героєм картини стала дивовижна, тонка, рожево-помаранчева сукня, яка і дала незвичну назву віртуозно намальованій картині.

## Картина «Насолоди художника»

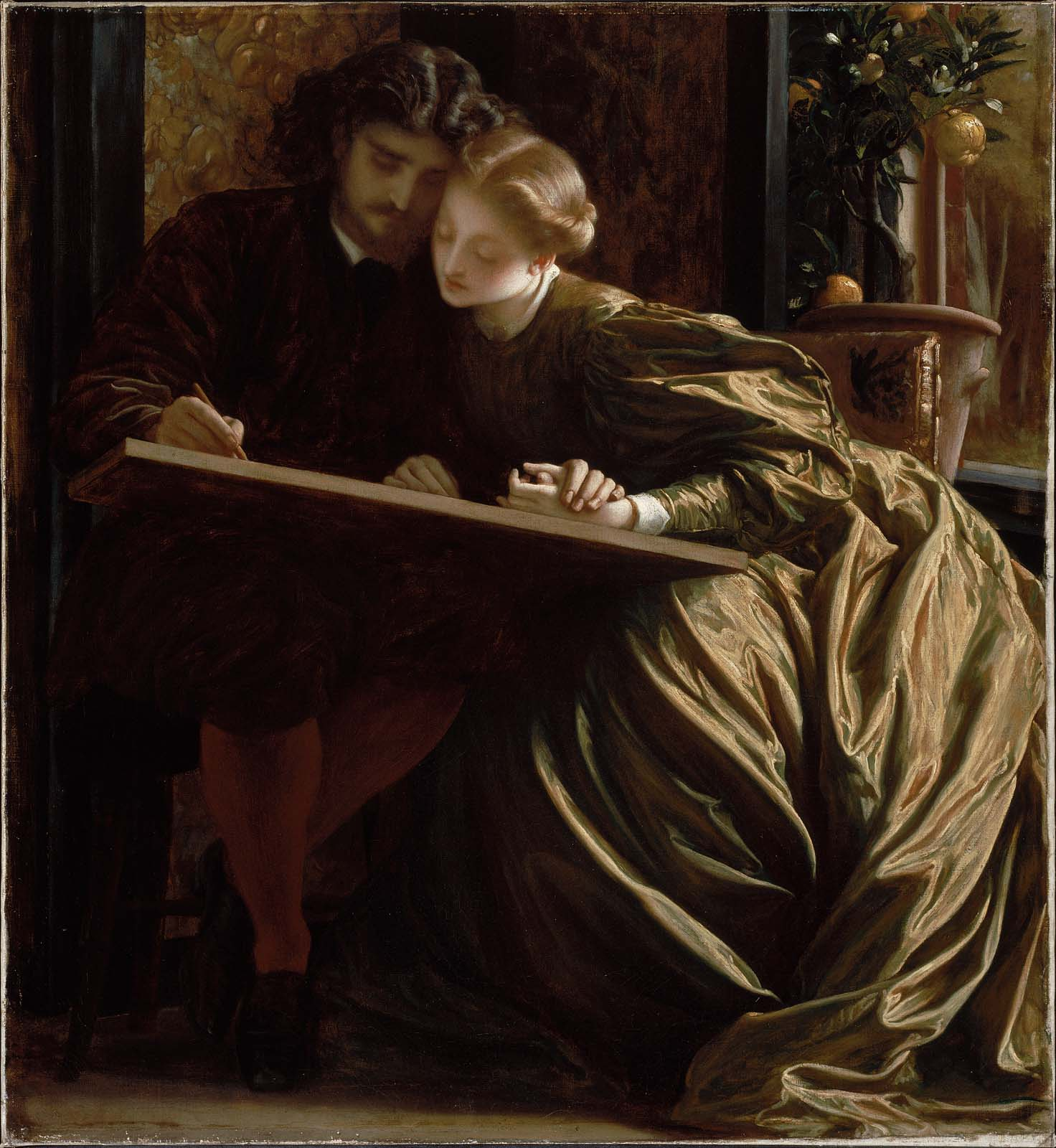
Лейтон. Насолоди художника, 1864 р.

Відсахнувшись від персонажів міфів стародавніх греків, Лейтон інколи звертався до побутових картин. Одна з них — «Насолоди художника». Привабливий і чорнобривий художник показаний в момент насолоди творчістю і розділеним коханням. Попри приємний сюжет, картина не виходила з звичного кола салонного живопису з безкінечним милуванням закоханими парами. Хоча Лейтон оминув в картині використання кущів троянд, голубів в поцілунку і Амура з крилами і стрілою.

## Скульптура
Йому, як митцю, було якось замало тільки живопису. Перебування у Флоренції, де зберігаються значущі зразки скульптури доби Відродження і маньєризму надихнули його на створення і скульптур. Робити скульптури значно складніше, ніж малювати картини, бо процес потребує умов і необхідних матеріалів. А створення скульптур з бронзи потребує ще й необхідних навичок, фахівців і ливарну майстерню. Все це мав наближений до академії мистецтв Лейтон.
Його скульптури несуть відбиток образів славетного генія Флоренції Мікеланджело, але в полегшеному, відверто красивому варіанті. Його скульптура «Ледачій» відверто навіяна «Помираючим рабом» Мікеланджело і за силуетом, і за вибором привабливої моделі. Але яка різниця між трагічним образом Мікеланджело, що розповідає про драму втрати життя молодою особою і «Ледачім» Лейтона. Юнак, щойно прокинувся, потягся, а коли одягнеться, почне нудне існування в Англії доби королеви Вікторії.
«Атлет, що бореться з пітоном» показаний в сильному русі. Образ навіяний садово-парковими скульптурами доби бароко. Але в Англії бароко мало занадто малий термін існування і більше відбилося в архітектурі і живопису. Скульптура Лейтона ніби заповнила неіснуючу лакуну в мистецтві країни в галузі скульптури. І хоча вона не досить вдала за силуетом, штучна за сюжетом сучасники сприймали її як нове слово у національній скульптурі.

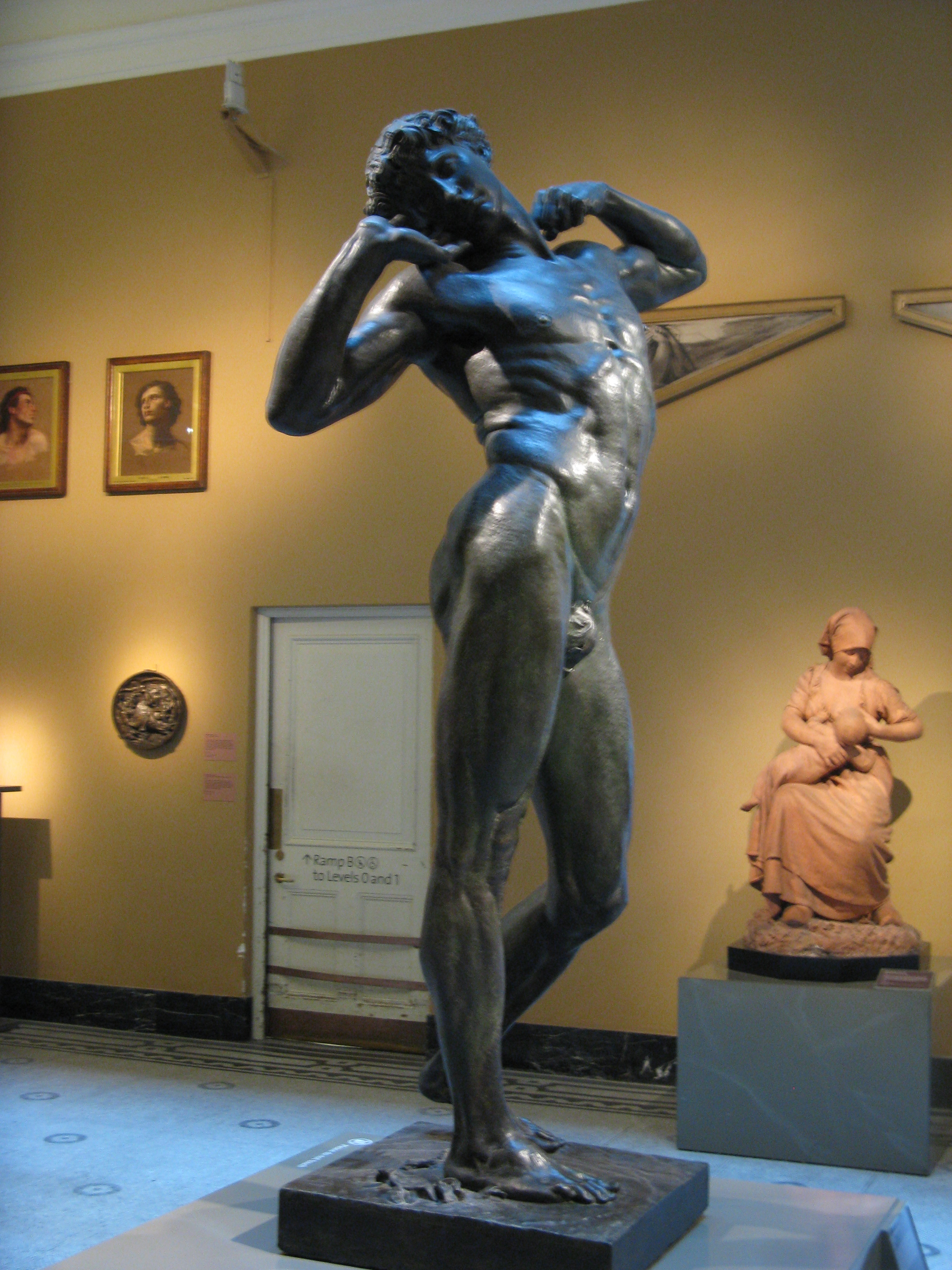
Скульптура Лейтона «Ледачій». Музей королів Вікторії і Альберта, Лондон
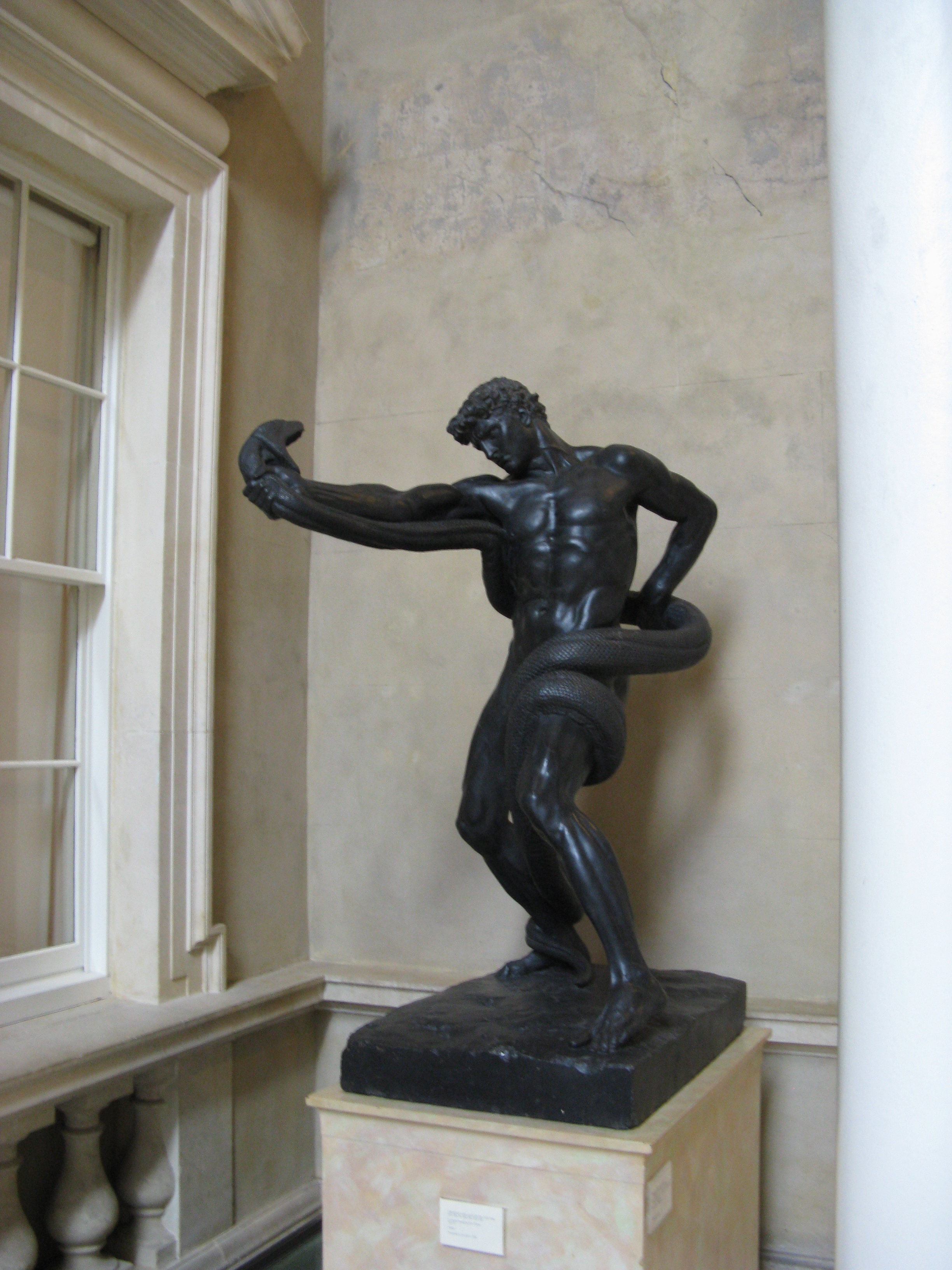
Лейтон. Атлет, що бореться з пітоном, Королівська академія мистецтв

## Портрети

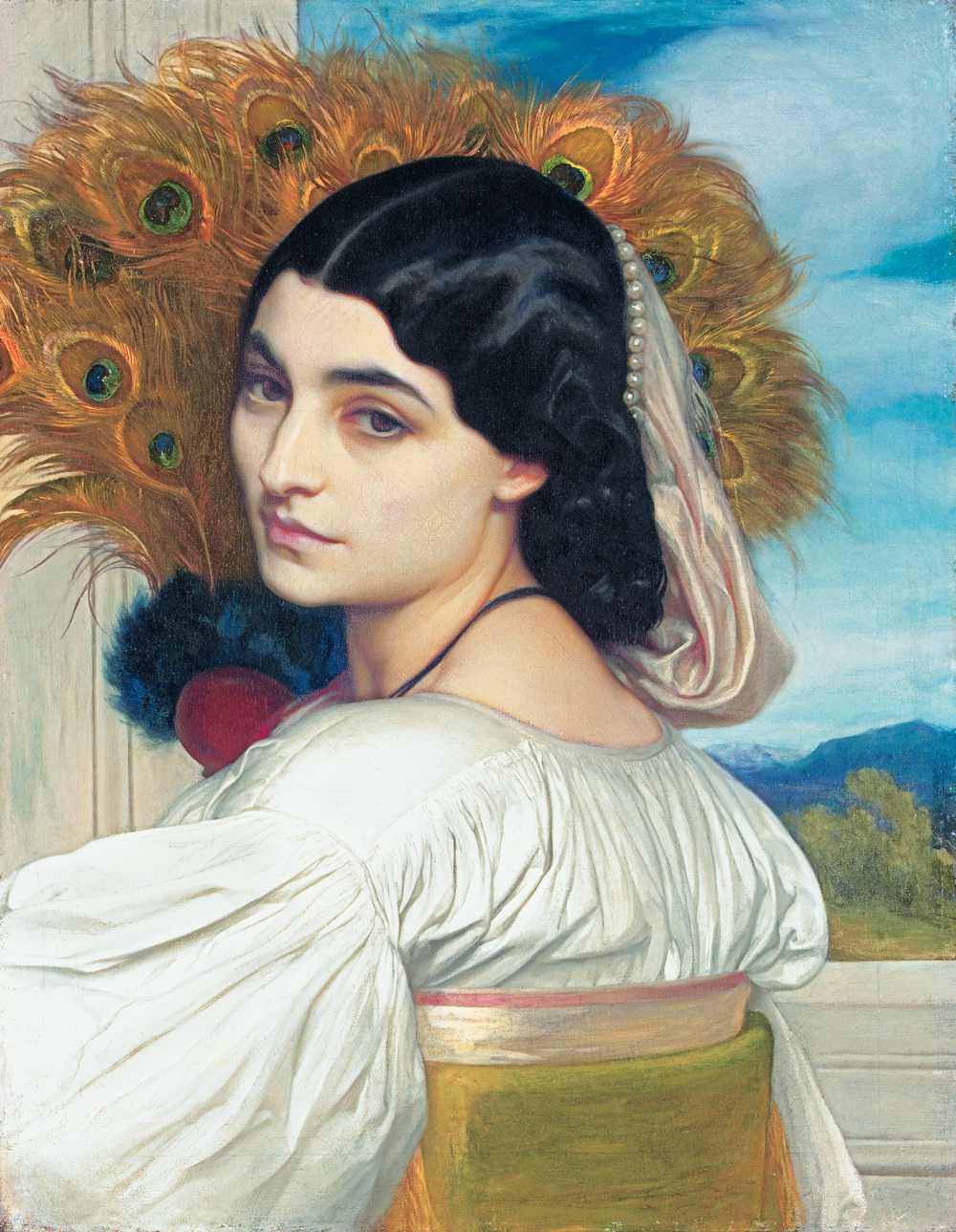
Фредерік Лейтон. «Павонія», 1859 р.
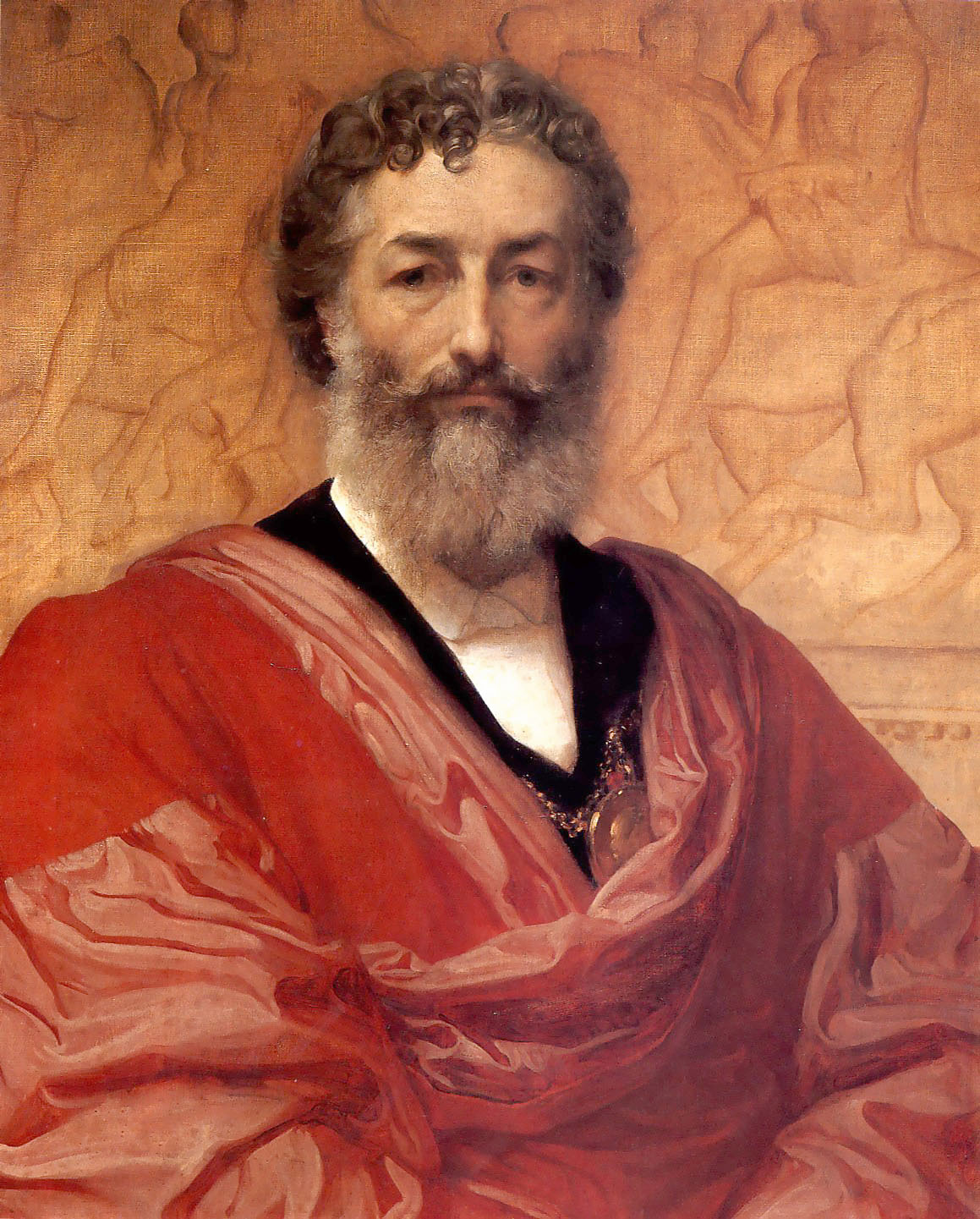
Фредерік Лейтон. «Автопортрет» в 50 років
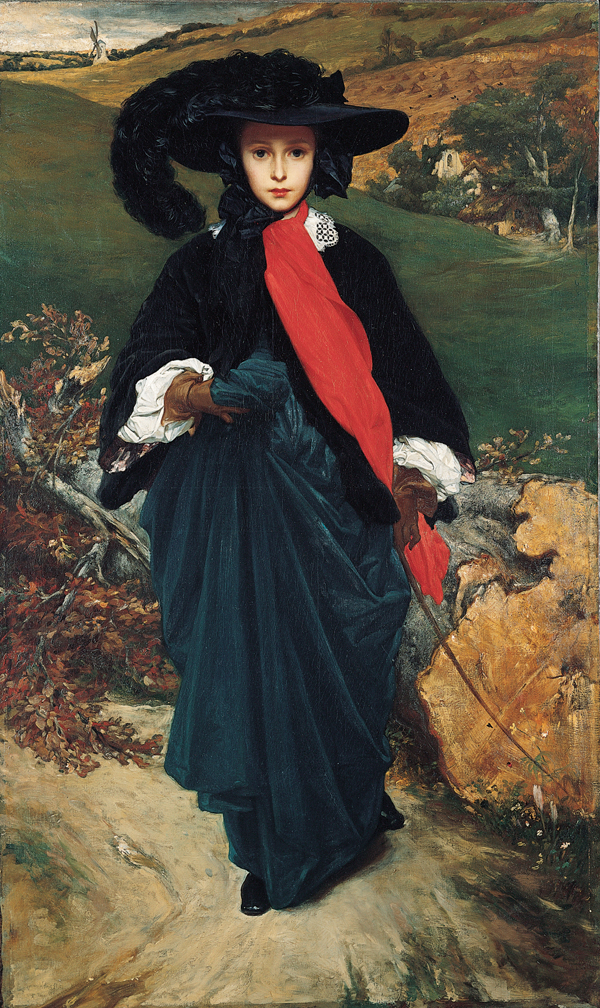
Фредерік Лейтон. «Портрет Мей Сарторіс», 1860 р., Кембел Арт Мьюзеум.
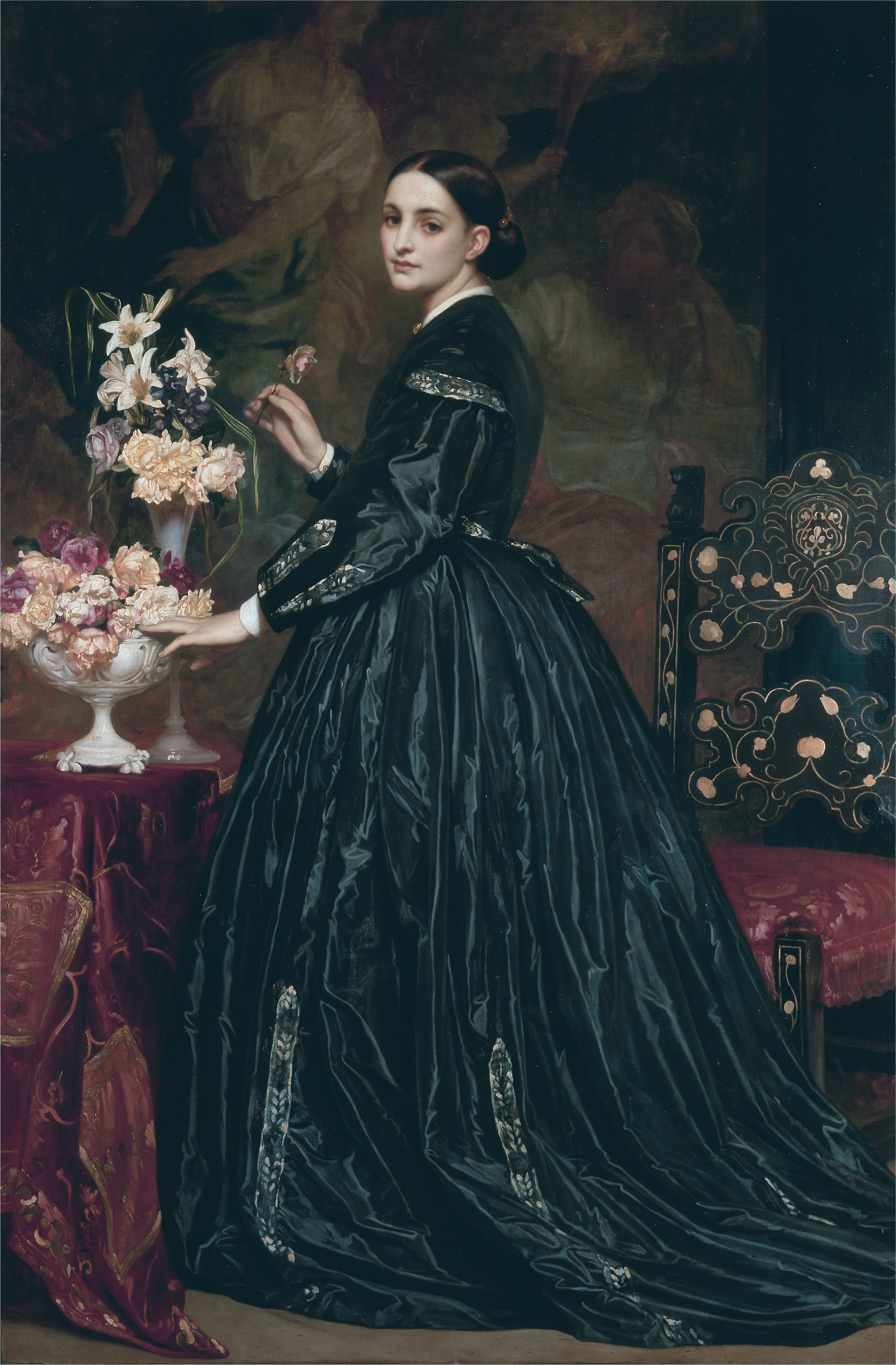
Фредерік Лейтон. «Місс Елінор Гітрі», 1865 р., Хартфорт, Коннектикут, США.